# Iglesia de Nuestra Señora del Socorro (La Désirade)
La Iglesia de Nuestra Señora del Socorro (en francés: Église Notre-Dame du Bon-Secours de la Désirade) es el nombre que recibe un edificio religioso de la iglesia católica en la isla de La Désirade, una de la dependencias de Guadalupe, un departamento de ultramar de Francia en las Antillas Menores, en el este del mar Caribe.
La iglesia se encuentra específicamente en el municipio o comuna de La Désirade. El edificio, por su importancia histórica y cultural, está catalogado y protegido como «monumento histórico» (monument historique) de Francia desde el año 2013.